# Sputnik 1
Sputnik 1 (Простейший Спутник-1 o Prosteyshiy Sputnik-1, "semplice satellite 1") fu il primo satellite artificiale ad essere stato mandato in orbita intorno alla Terra. Venne lanciato dal cosmodromo di Bajkonur dall'Unione Sovietica raggiungendo un'orbita ellittica bassa terrestre il 4 ottobre 1957; rimase in orbita per tre settimane prima che le sue batterie si esaurissero, quindi continuò a orbitare per altri due mesi prima di rientrare nell'atmosfera distruggendosi. Era costituito da una sfera di metallo levigata del diametro di 58 cm con quattro antenne radio esterne per trasmettere gli impulsi.
Il suo segnale radio fu facilmente rilevabile anche dai radioamatori, la sua inclinazione orbitale di 65° e il periodo orbitale furono tali che la sua traiettoria di volo sorvolava praticamente l'intera Terra abitata. La sorpresa per questo successo scatenò negli Stati Uniti la crisi dello Sputnik e dette il via alla corsa allo spazio nel contesto della guerra fredda. Il lancio ebbe profonde conseguenze portando a nuovi sviluppi in campo politico, militare, tecnologico e scientifico. Il tracciamento dalla Terra dello Sputnik 1 fornì agli scienziati preziose informazioni. Ad esempio fu possibile dedurre la densità dell'atmosfera superiore dalla sua resistenza sull'orbita, mentre l'analisi della propagazione dei suoi segnali radio ha fornito dati sulla ionosfera.
Sputnik 1 venne lanciato durante l'anno geofisico internazionale dal sito n. 1/5 del cosmodromo di Bajkonur, allora nella RSS Kazaka. Esso viaggiò a circa 29.000 chilometri all'ora impiegando 96,2 minuti per completare ciascuna orbita. Trasmetteva a 20,005 e a 40,002 MHz, permettendo l'ascolto a operatori radio di tutto il mondo. I segnali continuarono per 21 giorni fino a quando le batterie del trasmettitore si esaurirono il 26 ottobre 1957. Lo Sputnik bruciò il 4 gennaio 1958 mentre rientrava nell'atmosfera terrestre, dopo tre mesi, 1 440 orbite completate della Terra e una distanza percorsa di circa 70 milioni di km.
In russo la parola "Спутник" significa "compagno di viaggio", ed è ora inteso come "satellite" (in russo, anche una luna).

## Il programma Sputnik
A differenza degli americani, i sovietici ebbero solo una piccola parte dei progetti dei missili tedeschi V2 recuperati alla fine della seconda guerra mondiale. Da tali progetti e dall'ingegno di Korolëv, il programma Sputnik dell'Unione Sovietica ebbe inizio nel 1948, quando si intuì la possibilità di modificare missili militari in vettori per il lancio di satelliti. L'annuncio del successo del lancio venne dato da Radio Mosca la notte tra il 4 e il 5 ottobre 1957. Con il lancio dello Sputnik 1 l'Unione Sovietica prese in contropiede gli Stati Uniti.
Lo Sputnik 1 aveva lineamenti ben più semplici di un satellite artificiale di oggi: era infatti formato solo da una sfera di alluminio di 58 cm di diametro, contenente due trasmittenti (su 20,005 MHz e 40,002 MHz, con una potenza complessiva di circa 1 watt), una serie di batterie zinco-argento e un termometro; da questo corpo centrale si dipartivano quattro antenne lunghe circa 2,5 metri.
Gli strumenti a bordo dello Sputnik 1 rimasero funzionanti per 57 giorni.
Il 7 gennaio 1958 ci fu il comunicato ufficiale da Mosca che informava che lo Sputnik 1 si era disintegrato durante il suo rientro nell'atmosfera.

## Caratteristiche
- Dimensione: sfera di 58 cm di diametro
- Peso: 83,6 kg
- Materiale: lega di alluminio (93,8% alluminio, 6% magnesio, 0,2% titanio).

## Storia
Il successo della prima operazione spaziale dell'URSS ebbe un notevole impatto mediatico sia all'interno della nazione sia nel resto del mondo. Soprattutto negli Stati Uniti, il lancio dello Sputnik fu come una atroce sconfitta. Il vicepresidente Lyndon Johnson disse: ”Adesso non possiamo più perdere tempo. I russi hanno un satellite che dall’alto può fare di tutto, può persino controllarci, e in futuro possono scagliarci sulla testa bombe come sassi da un cavalcavia. Comunque io non voglio andare a dormire alla luce di una luna comunista…”
Infatti nel periodo di guerra fredda tra USA e URSS lo sviluppo scientifico-bellico era il sistema di misura della forza delle superpotenze.
Successivamente saranno sempre i sovietici (3 novembre 1957) a mandare nello spazio il primo mammifero, la cagnolina Laika, e il 12 aprile 1961, il primo uomo nello spazio, Jurij Gagarin.
Ciò spinse gli statunitensi ad accelerare il proprio programma spaziale dato che in quegli anni l'Unione Sovietica disponeva sia dei mezzi sia delle tecnologie necessarie per poter portare in orbita testate nucleari, e di poter colpire indipendentemente dalla portata dei suoi bombardieri ogni paese sul globo, utilizzando uno dei suoi vettori. Mentre gli Stati Uniti facevano ancora uso dei bombardieri B-52, non avendo ancora sviluppato nessun missile intercontinentale.

## Lo Sputnik 1 nella finzione
- Nell'episodio Carbon Creek della serie televisiva Star Trek: Enterprise l'equipaggio della nave extraterrestre vulcaniana in orbita bassa osserva lo Sputnik 1.[14]
- Nel film d'animazione WALL•E, il robottino, uscendo dall'atmosfera terrestre aggrappato all'astronave, trova lo Sputnik 1 che emette ancora il suo segnale radio identificativo.
- Il film Cielo d'ottobre del 1999 è interamente ispirato allo Sputnik 1.
- Nel film d'animazione Il gigante di ferro si vede lo Sputnik 1 apparire mentre gira intorno alla Terra.